# Onthophagus uenoi
Onthophagus uenoi es una especie de insecto del género Onthophagus, familia Scarabaeidae, orden Coleoptera.
Fue descrita científicamente por Ochi en 1995.